# La Flèche Wallonne 2022
Der Flèche Wallonne 2022 war die 86. Austragung des belgischen Eintagesrennens. Das Rennen fand am 20. April statt und war Teil der UCI WorldTour 2022.

## Teilnehmende Mannschaften und Fahrer
Neben den 18 UCI WorldTeams gingen auch sieben UCI ProTeams an den Start. Für jedes Team waren sieben Fahrer startberechtigt. Michael Matthews (Team BikeExchange-Jayco) und Andreas Kron (Lotto Soudal) gingen nicht an den Start. Von den 173 Fahrern erreichten 140 das Ziel auf der Mauer von Huy.
Mit Julian Alaphilippe (Quick-Step Alpha Vinyl Team), Marc Hirschi (UAE Team Emirates) und Alejandro Valverde (Movistar Team) standen drei ehemalige Sieger des Rennens am Start.
Als Favoriten galten der Weltmeister und Titelverteidiger Julian Alaphilippe (Quick-Step Alpha Vinyl Team), Alejandro Valverde (Movistar Team), Benoît Cosnefroy (AG2R Citroën Team), Michael Woods (Israel-Premier Tech), Marc Hirschi (UAE Team Emirates), Thomas Pidcock (Ineos Grenadiers), Dylan Teuns und Wout Poels (beide Bahrain Victorious) sowie der Tour-de-France-Sieger Tadej Pogačar (UAE Team Emirates) der zum ersten Mal bei dem Rennen an den Start ging.
Weitere Fahrer mit Siegchancen waren Remco Evenepoel (Quick-Step Alpha Vinyl Team), Jonas Vingegaard (Jumbo-Visma), Michał Kwiatkowski, Daniel Felipe Martínez (beide Ineos Grenadiers), Sergio Higuita, Alexander Wlassow (beide Bora-Hansgrohe), Juan Ayuso (UAE Team Emirates), Enric Mas (Movistar Team), Bauke Mollema (Trek-Segafredo), Tim Wellens (Lotto Soudal) und Warren Barguil (Team Arkéa-Samsic).

## Streckenführung
Die Strecke führte über 202,5 km von Blegny nahe Lüttich über die Ardennen nach Huy. Anders als im Vorjahr startete das Rennen somit östlich vom Zielort. Vom ersten Kilometer an ging es über hügeliges Terrain. Die ersten beiden kategorisierten Anstiege wurden auf der Fahrt Richtung Südwesten nach rund 40 und 50 Kilometern überquert. Kurz vor Durby drehten die Fahrer Richtung Nordwesten und erreichten 83 Kilometer vor dem Ziel den finalen Rundkurs, der im Vergleich zum Vorjahr leicht verändert wurde. Auf diesem folgte nach der Côte d’Ereffe die Côte de Cherave, ein neuer Anstieg, der die Côte du chemin des Gueuses ersetzte. Traditionell befand sich der Zielstrich am Ende der Mur de Huy, einem 1,3 Kilometer langen Anstieg mit einer durchschnittlichen Steigung von 9,6 % (max. 19 %). Nach der ersten Zielpassage wurde der 31,2 Kilometer lange Rundkurs zweimal absolviert.
| #  |                    | km    | Länge | Ø Steigung |
| -- | ------------------ | ----- | ----- | ---------- |
| 1  | Côte de Tancrémont | 44,5  | 2,6   | 5,9 %      |
| 2  | Côte des Forges    | 55,1  | 1,3   | 7,8 %      |
|    | Rundkurs           | 83    |       |            |
| 3  | Côte d’Ereffe      | 121,3 | 2,1   | 5 %        |
| 4  | Côte de Cherave    | 134,3 | 1,3   | 8,1 %      |
| 5  | Mur de Huy         | 139,8 | 1,3   | 9,6 %      |
|    | Zielpassage 1      | 139,8 |       |            |
| 6  | Côte d’Ereffe      | 152,5 | 2,1   | 5 %        |
| 7  | Côte de Cherave    | 165,2 | 1,3   | 8,1 %      |
| 8  | Mur de Huy         | 170,9 | 1,3   | 9,6 %      |
|    | Zielpassage 2      | 170,9 |       |            |
| 9  | Côte d’Ereffe      | 183,6 | 2,1   | 5 %        |
| 10 | Côte de Cherave    | 196,4 | 1,3   | 8,1 %      |
| 11 | Mur de Huy         | 202,5 | 1,3   | 9,6 %      |
|    | Ziel               | 202,5 |       |            |

## Rennverlauf und Ergebnis
Es dauerte rund 30 Kilometer, bis sich die Fluchtgruppe des Tages gebildet hatte. In der Gruppe vertreten waren Daryl Impey (Israel-Premier Tech), Christopher Juul-Jensen (BikeExchange-Jayco), Bruno Armirail (Groupama-FDJ), Jimmy Janssens (Alpecin-Fenix), Pierre Rolland (B&B Hotels p/b KTM), Simon Guglielmi (Team Arkéa-Samsic), Morten Hulgaard (Uno-X Pro Cycling Team) und Valentin Ferron (TotalEnergies). Nach den ersten beiden kategorisierten Anstiegen, stießen auch Luc Wirtgen (Bingoal Pauwels Sauces WB) und Jens Reynders (Sport Vlaanderen-Baloise) zu der Spitze hinzu. Die Gruppe konnte jedoch keinen großen Vorsprung herausfahren und verblieb konstant drei Minuten vor dem Hauptfeld.
Rund 70 Kilometer vor dem Ziel, fielen Jens Reynders und Luc Wirtgen aus der Spitzengruppe zurück, deren Vorsprung auf etwa eineinhalb Minuten geschmolzen war. Auf der ersten von drei Auffahrten der Mur de Huy konnte Thomas Pidcock (Ineos Grenadiers) dem Tempo des noch großen Feldes nicht folgen und gab das Rennen wenig später auf. In der anschließenden Ebene attackierte zunächst Quinten Hermans (Intermarché-Wanty-Gobert Matériaux), ehe das Bahrain Victorious Team versuchte, im Seitenwind eine Selektion herbeizuführen. Das Peloton blieb jedoch geschlossen.
Bei der zweiten Befahrung der Côte de Cherave griff Simon Carr (EF Education-EasyPost) rund 37 Kilometer vor dem Ziel an und schloss nach der Mur de Huy zu der Spitzengruppe auf, in der mit Daryl Impey, Bruno Armirail, Jimmy Janssens, Valentin Ferron und Simon Guglielmi nur noch fünf Fahrer verblieben waren. Der Vorsprung der Spitzengruppe auf das Hauptfeld betrug mittlerweile weniger als 30 Sekunden. Zwar konnten sich Simon Carr und Valentin Ferron im Anstieg der Côte d’Ereffe noch einmal von der Spitzengruppe lösen, doch im Hauptfeld war das Tempo erhöht worden und so wurden die beiden noch vor der letzten Auffahrt der Côte de Cherave gestellt.
Im Anstieg forcierte Rémy Rochas (Cofidis) das Tempo und konnte sich gemeinsam mit Mauri Vansevenant (Quick-Step Alpha Vinyl) und Søren Kragh Andersen (DSM) absetzen. Das Trio überquerte die Kuppe des Anstieges mit einem Vorsprung von wenigen Sekunden, wurde aber am Fuß der Mauer von Huy wieder gestellt.
Im Schlussanstieg bestimmte das Movistar Team das Tempo. 250 Meter vor dem Ziel attackierten Dylan Teuns (Bahrain Victorious) und Alejandro Valverde (Movistar) und Alexander Wlassow (Bora-Hansgrohe) und klemmten sich an das Hinterrad des Belgiers. 200 Meter vor dem Ziel konnte Tadej Pogačar dem Tempo nicht mehr folgen und ließ an vierter Position liegend eine Lücke aufgehen, die Julian Alaphilippe (Quick-Step Alpha Vinyl) zu schließen versuchte. Der Weltmeister konnte jedoch nicht mehr zu den drei Führenden aufschließen. Wenig später fiel auch Alexander Wlassow zurück, während Alejandro Valverde versuchte, an Dylan Teuns vorbeizugehen. 50 Meter vor dem Ziel verließen jedoch auch den 41-jährigen Spanier die Kräfte und so feierte Dylan Teuns seinen ersten Sieg beim Flèche Wallonne.

Hinter dem Belgier kamen Alejandro Valverde und Alexander Wlassow ins Ziel, gefolgt von dem Weltmeister und Vorjahressieger Julian Alaphilippe. Tadej Pogačar beendete seine erste Teilnahme beim Flèche Wallonne auf dem 12. Platz.
| \| Gesamtwertung \| Gesamtwertung \| Gesamtwertung \| Gesamtwertung \| Gesamtwertung \| \| Fahrer \| Fahrer \| Land \| Team \| Zeit \| \| ------------- \| -------------------------- \| ------------------ \| ---------------------------------- \| --------------- \| \| 1. \| Dylan Teuns \| Belgien \| Bahrain Victorious \| 4 h 42 min 12 s \| \| 2. \| Alejandro Valverde \| Spanien \| Movistar Team \| + 2 s \| \| 3. \| Alexander Wlassow \| Russland \| Bora-Hansgrohe \| + 2 s \| \| 4. \| Julian Alaphilippe \| Frankreich \| Quick-Step Alpha Vinyl \| + 5 s \| \| 5. \| Daniel Felipe Martínez \| Kolumbien \| Ineos Grenadiers \| + 7 s \| \| 6. \| Michael Woods \| Kanada \| Israel-Premier Tech \| + 7 s \| \| 7. \| Ruben Guerreiro \| Portugal \| EF Education-EasyPost \| + 7 s \| \| 8. \| Rudy Molard \| Frankreich \| Groupama-FDJ \| + 7 s \| \| 9. \| Warren Barguil \| Frankreich \| Arkéa-Samsic \| + 7 s \| \| 10. \| Alexis Vuillermoz \| Frankreich \| TotalEnergies \| + 7 s \| \| 11. \| Tiesj Benoot \| Belgien \| Jumbo-Visma \| + 7 s \| \| 12. \| Tadej Pogačar \| Slowenien \| UAE Team Emirates \| + 7 s \| \| 13. \| Benoît Cosnefroy \| Frankreich \| AG2R Citroën Team \| + 7 s \| \| 14. \| Nick Schultz \| Australien \| Team BikeExchange-Jayco \| + 7 s \| \| 15. \| Domenico Pozzovivo \| Italien \| Intermarché-Wanty-Gobert Matériaux \| + 7 s \| \| 16. \| Jesús Herrada \| Spanien \| Cofidis \| + 15 s \| \| 17. \| Quentin Pacher \| Frankreich \| Groupama-FDJ \| + 17 s \| \| 18. \| Mattias Skjelmose \| Dänemark \| Trek-Segafredo \| + 21 s \| \| 19. \| Neilson Powless \| Vereinigte Staaten \| EF Education-EasyPost \| + 24 s \| \| 20. \| Tobias Halland Johannessen \| Norwegen \| Uno-X Pro Cycling Team \| + 24 s \| |                            |                    |                                    |                 |
| |                            |                    |                                    |                 |
| Quelle: ProCyclingStats |                            |                    |                                    |                 |
| Gesamtwertung |                            |                    |                                    |                 |
| Fahrer | Fahrer                     | Land               | Team                               | Zeit            |
| 1. | Dylan Teuns                | Belgien            | Bahrain Victorious                 | 4 h 42 min 12 s |
| 2. | Alejandro Valverde         | Spanien            | Movistar Team                      | + 2 s           |
| 3. | Alexander Wlassow          | Russland           | Bora-Hansgrohe                     | + 2 s           |
| 4. | Julian Alaphilippe         | Frankreich         | Quick-Step Alpha Vinyl             | + 5 s           |
| 5. | Daniel Felipe Martínez     | Kolumbien          | Ineos Grenadiers                   | + 7 s           |
| 6. | Michael Woods              | Kanada             | Israel-Premier Tech                | + 7 s           |
| 7. | Ruben Guerreiro            | Portugal           | EF Education-EasyPost              | + 7 s           |
| 8. | Rudy Molard                | Frankreich         | Groupama-FDJ                       | + 7 s           |
| 9. | Warren Barguil             | Frankreich         | Arkéa-Samsic                       | + 7 s           |
| 10. | Alexis Vuillermoz          | Frankreich         | TotalEnergies                      | + 7 s           |
| 11. | Tiesj Benoot               | Belgien            | Jumbo-Visma                        | + 7 s           |
| 12. | Tadej Pogačar              | Slowenien          | UAE Team Emirates                  | + 7 s           |
| 13. | Benoît Cosnefroy           | Frankreich         | AG2R Citroën Team                  | + 7 s           |
| 14. | Nick Schultz               | Australien         | Team BikeExchange-Jayco            | + 7 s           |
| 15. | Domenico Pozzovivo         | Italien            | Intermarché-Wanty-Gobert Matériaux | + 7 s           |
| 16. | Jesús Herrada              | Spanien            | Cofidis                            | + 15 s          |
| 17. | Quentin Pacher             | Frankreich         | Groupama-FDJ                       | + 17 s          |
| 18. | Mattias Skjelmose          | Dänemark           | Trek-Segafredo                     | + 21 s          |
| 19. | Neilson Powless            | Vereinigte Staaten | EF Education-EasyPost              | + 24 s          |
| 20. | Tobias Halland Johannessen | Norwegen           | Uno-X Pro Cycling Team             | + 24 s          |